# Athetis kokstadensis
Athetis kokstadensis là một loài bướm đêm trong họ Noctuidae.